# Глаголева, Нина Николаевна
Нина Николаевна Глаголева (21 июля 1921 — 11 февраля 2005, Москва) — советский и российский организатор кинопроизводства, заслуженный работник культуры РСФСР (1982).

## Биография
В 1938 году поступила на театроведческий факультет ГИТИСа, который окончила в 1943 году. С 1943 по 1944 год работала заведующей литературной частью Московской театральной студии (фронтового театра-студии Арбузова), c 1944 по 1945 год — заведующей литературной частью Объединения фронтовых театров.
В 1946—1949 годах — инструктор отдела пропаганды ЦК ВЛКСМ. В 1949—1953 годах — заведующая отделом критики журнала «Молодой коммунист», в 1953—1954 годах — старший редактор художественной литературы издательства «Московский рабочий».
С 1954 по 1957 год училась в аспирантуре ГИТИСа. С 1957 по 1960 год — заместитель начальника отдела театров Министерства культуры СССР.
С 1961 года — главный редактор Третьего творческого объединения киностудии «Мосфильм», исполняющая обязанности директора Третьего творческого объединения, член художественного совета киностудии. С 1974 по 1990 год — заместитель главного редактора сценарно-редакционной коллегии киностудии «Мосфильм».

## Отзывы современников
Режиссёр Самсон Самсонов писал о ней:

Глаголева — подвижник, уникальный редактор, уникальный человек. Мой друг, советчик, душеприказчик, уважаемый и любимый.
Режиссёр Родион Нахапетов вспоминал:

Её комсомольское прошлое оставило в ней задор молодости и энтузиазм — качества, напоминавшие мне маму. (…) За что бы я ни брался, первым человеком, к которому я шёл за советом, была она. У нас бывали разногласия и непонимание, но они всегда мирно разрешались. Если ей не удавалось убедить, она умела уступать и не давила больше.
Режиссёр Алла Сурикова писала:

Всегда приветлива, весела. И никто никогда не ощущал, какую безысходность носит она за плечами: оба её внука, оба любимых мальчика были безнадёжно больны… Как много я потом встречала людей, которые любую свою царапину делали достоянием человечества! Нина делилась только радостью… И, как ни странно это сегодня звучит, она всегда была и остаётся по сей день замечательной Комсомолкой — искренней, верующей…